# 埃科鎮區 (明尼蘇達州耶洛梅德辛縣)
埃科鎮區（英語：Echo Township）是位於美國明尼蘇達州耶洛梅德辛縣的一個行政鎮區。

## 歷史
埃科鎮區於1874年成立，曾被命名為恩派爾鎮區（Empire Township）和羅斯鎮區（Rose Township）。

## 地方資料
埃科鎮區的面積為91.59平方千米，當中陸地面積為90.23平方千米，而水域面積為1.36平方千米。根據2020年美國人口普查的數據，當地共有人口133人，而人口密度為每平方千米1.45人。